# دينو ساني

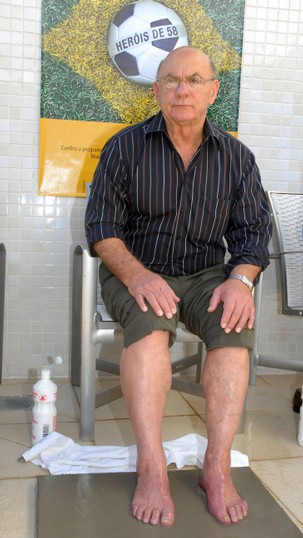
دينو ساني

دينو ساني (Dino Sani)، من مواليد 23 مايو 1932 في البرازيل، بدأ مسيرته الكروية مع ناديبالميراس البرازيلي ثم انتقل بعدها إلى نادي ساوباولو ولعب لمدة خمس مواسم. وفي سنة 1961، لعب لنادي بوكا جونيور لمدة موسم واحد قبل أن ينتقل إلى إيه سي ميلان، وقد ساعد الفريق على الفوز بدوري أبطال أوروبا في سنة 1962، وقد لعب مع منتخب البرازيل لكرة القدم وفاز معهم بـكأس العالم لكرة القدم 1958.

## روابط خارجية
- دينو ساني على موقع الاتحاد الدولي (مؤرشف)  (الإنجليزية)
- دينو ساني على موقع قاعدة بيانات كرة القدم.إي يو (الإنجليزية)
- دينو ساني على موقع ناشيونال فوتبول تيمز (الإنجليزية)
- دينو ساني على موقع Soccerway.com (الإنجليزية)
- دينو ساني على موقع عالم كرة القدم.نت (الإنجليزية)